# 义安公主
義安公主（?—?），为南北朝北周文帝宇文泰的女儿。
義安公主嫁给了八柱国之一赵国公李弼次子李晖。554年李晖和宇文泰女婿清河公李基（李远次子）、常山公于翼（于谨次子）分掌禁军，废黜元钦。李弼去世，李晖袭爵赵国公，北周时改魏国公，加大将军。